# Christophe Riblon
Christophe Riblon (Tremblay-en-France, 17 de enero de 1981) es un deportista francés que compitió en ciclismo en las modalidades de pista, especialista en las pruebas de puntuación y madison, y de ruta.
Ganó dos medallas de plata en el Campeonato Mundial de Ciclismo en Pista, en los años 2008 y 2010.
En carretera sus mayores éxitos son la victoria en dos etapas del Tour de Francia (en los años 2010 y 2013).
Participó en los Juegos Olímpicos de Pekín 2008, ocupando el octavo lugar en persecución por equipos y el 21.º lugar en la carrera por puntos.

## Biografía
En 2010 obtiene la victoria en la 14.ª etapa del Tour de Francia que finalizaba en Ax 3 Domaines. Tres años después volvió a ganar una etapa del Tour de Francia en una llegada en alto al Alpe d'Huez. Con esta victoria se convirtió en el único corredor, junto con Carlos Sastre, en vencer en Ax 3 Domaines y Alpe d'Huez. Días más tarde, ganó una etapa en el Tour de Polonia, lo haría por medio de una escapada y con otra llegada en alto, emulando lo que hizo días atrás en Alpe d'Huez.

## Medallero internacional
| Campeonato Mundial | Campeonato Mundial       | Campeonato Mundial | Campeonato Mundial |
| Año                | Lugar                    | Medalla            | Competición        |
| ------------------ | ------------------------ | ------------------ | ------------------ |
| 2008               | Mánchester (Reino Unido) | Medalla de plata   | Puntuación         |
| 2010               | Ballerup (Dinamarca)     | Medalla de plata   | Madison            |

## Palmarés

### Carretera
| 2003 - Tour de Haut Anjou 2005 - 1 etapa de la Vuelta a Castilla y León 2006 - 1 etapa del Circuit de Lorraine 2007 - Gran Premio de la Somme 2009 - 1 etapa de la Ruta del Sur | 2010 - Les Boucles du Sud Ardèche - 1 etapa del Tour de Francia 2011 - 2.º en el Campeonato de Francia Contrarreloj 2013 - 1 etapa del Tour de Francia, más premio de la combatividad - 1 etapa del Tour de Polonia |

### Pista
2008
- 2.º en el Campeonato del Mundo Carrera por puntos 40 km

2010
- 2.º en el Campeonato del Mundo de Madison (con Morgan Kneisky)

## Resultados en Grandes Vueltas y Campeonatos del Mundo
| Carrera         | Carrera         | 2005 | 2006 | 2007 | 2008  | 2009 | 2010  | 2011 | 2012  | 2013 | 2014  | 2015 | 2016  | 2017 |
| --------------- | --------------- | ---- | ---- | ---- | ----- | ---- | ----- | ---- | ----- | ---- | ----- | ---- | ----- | ---- |
|                 | Giro de Italia  | —    | —    | 82.º | —     | —    | —     | —    | —     | —    | —     | —    | —     | —    |
|                 | Tour de Francia | —    | —    | —    | 134.º | 82.º | 28.º  | 51.º | 73.º  | 37.º | 120.º | 68.º | —     | —    |
|                 | Vuelta a España | —    | —    | —    | —     | 46.º | 130.º | —    | 162.º | —    | —     | —    | 153.º | —    |
| Mundial en Ruta | Mundial en Ruta | —    | —    | —    | —     | 61.º | —     | —    | —     | Ab.  | —     | —    | —     | —    |

—: no participa

Ab.: abandono

## Equipos
- Ag2r (2004-2017) –en 2004 como stagiaire–
  - Ag2r Prévoyance (2004-2007)
  - Ag2r La Mondiale (2008-2017)